# Jan van Steenbergen
Jan van Steenbergen   (Hoorn, 3 de juny de 1970) Johannes Hendrik "Jan" van Steenbergen és un lingüista, periodista, traductor i intèrpret holandès. És conegut per ser l'autor de diverses llengües construïdes, especialment l'intereslau i el wenedyk.
Va néixer a Hoorn, on va passar la major part de la seva infantesa. El 1988 es va convertir en estudiant a la Universitat d'Amsterdam, on es va graduar en Estudis d'Europa de l'Est amb temes importants en eslavística i musicologia. Va continuar els seus estudis a Polònia a la Universitat de Varsòvia i va treballar al festival de tardor de Varsòvia de música contemporània. El 1997, es va convertir en traductor i intèrpret polonès als Països Baixos.
El 1996 va començar a treballar en una llengua artificial eslava del nord, el Vuozgašchai (vozgian), i el 2002 va crear una altra llengua, el Wenedyk, una reconstrucció de com hauria estat el polonès si hagués estat influenciat pel llatí vulgar. El 2006, va ser un dels iniciadors de la llengua paneslau Slovianski (més tard rebatejada interslavic), així com el coordinador d'un projecte per a la creació d'un diccionari electrònic intereslau. El novembre de 2013, se li va concedir la medalla Josef Dobrovský per les seves "contribucions a la cultura i la ciència eslaves". El 2018 també va rebre la medalla "La Paraula Viva" de la Fundació Khovansky.
Van Steenbergen viu a IJmuiden. Està casat i té tres fills.